# Heather Medway
Heather Medway (* 5. Juni 1972) ist eine US-amerikanische Schauspielerin und Model.

## Leben und Leistungen
Bevor sie Schauspielerin wurde, arbeitete Heather Medway ein paar Jahre als Model. Danach spielte sie in mehreren B-Movies und einigen TV-Filmen. Von 1996 bis 1999 hatte sie als Detective Cameron Westlake eine der Hauptrollen in der zweiten bis vierten Staffel der Fernsehserie Viper. Die Idee zur Serie stammte von ihrem Ehemann Danny Bilson, den sie 1997 heiratete. Seit der Einstellung der Serie Viper im Jahr 1999 war Heather Medway nicht mehr in neuen Filmen und Serien zu sehen. 2023 fungierte sie als Produzentin eines Kurzfilms.
Heute lebt sie zusammen mit ihrem Mann Danny Bilson und ihren beiden Töchtern (geboren 2001 und 2007) in Los Angeles. Durch die Heirat mit Danny Bilson ist sie außerdem die Stiefmutter von Rachel Bilson.

## Filmografie (Auswahl)
- 1992: In der Hitze der Nacht (In the Heat of the Night, Fernsehserie, Folge 5x14)
- 1992: Center of the Web
- 1994: Models Inc. (Fernsehserie, 8 Folgen)
- 1994: Die Abenteuer des jungen Indiana Jones – Intrigen in Hollywood (The Adventures of Young Indiana Jones: Hollywood Follies, Fernsehfilm)
- 1994: Sprachlos (Speechless)
- 1995: Seinfeld (Fernsehserie, Folge 6x11)
- 1995: Morty
- 1995: Friends (Fernsehserie, Folge 1x14)
- 1995: Burkes Gesetz (Burke’s Law, Fernsehserie, Folge 2x12)
- 1995: In den Krallen der Leidenschaft (Serpent’s Lair)
- 1996–1999: Viper (Fernsehserie, 66 Folgen)
- 1998: Die Seele der Partei – Die Pamela Harriman Story (Life of the Party: The Pamela Harriman Story, Fernsehfilm)